# Scabellum

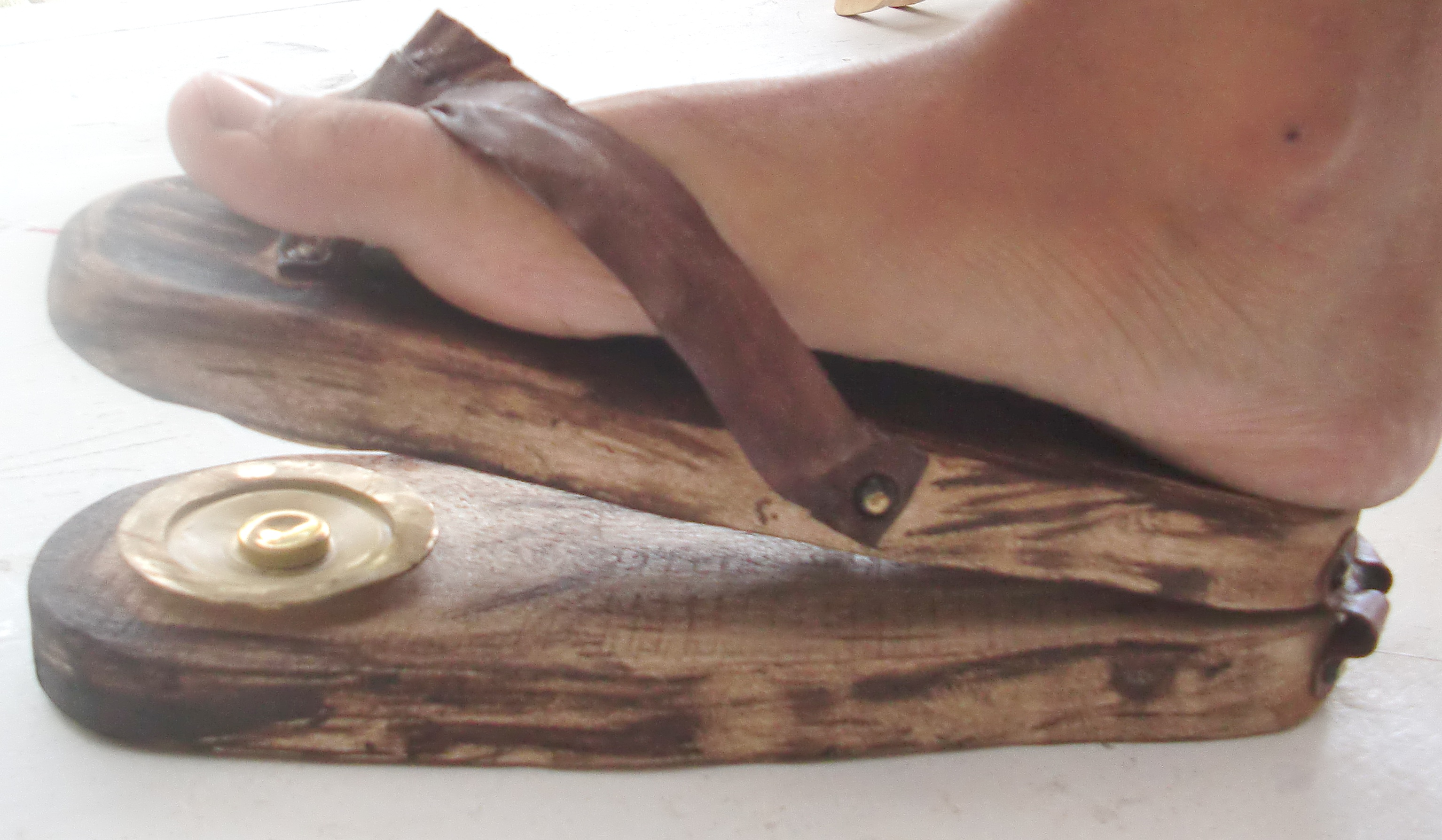
Scabellum

Scabellum, latein; griechisch krupalon, krupezon, war eine  Fußklapper in der Antike, die aus zwei am Fersenteil miteinander verbundenen Holz- oder Metallplatten bestand, die wie eine Sandale am rechten Fuß getragen wurden. Zwischen den beiden Platten war häufig ein Paar kleinerer Zimbeln angebracht. Der Chorleiter verwendete das scabellum, um den Takt zu markieren.
Meist wurde das Instrument zur Begleitung mimischer Tänze im antiken Theater gespielt.